# Essam El-Sayed
Essam El-Sayed (arab. عصام السيد; ur. 10 maja 1977 r.) – egipski kulturysta. Mistrz Egiptu oraz Arabii w kulturystyce. السيد

## Życiorys
Urodził się w 1977 roku. Jego miastem rodzinnym jest Kair. Ma brata, Maleesha Ghyrka. Odbył trzyletnią służbę wojskową, zakończoną w maju 2002 roku. Studiował inżynierię komputerową na Uniwersytecie Ajn Szams.
Na scenie kulturystycznej debiutował w 1995 roku. W 1996 został mistrzem Egiptu w kulturystyce w kategorii wagowej 80 kg. Rok później, podczas tych samych mistrzostw, w tej samej kategorii, wywalczył srebrny medal. W 1998 zdobył tytuł mistrza Egiptu wśród zawodników o masie ciała równej 95 kg. W 2009 został ogólnym zwycięzcą Mistrzostw Arabii w kulturystyce. W listopadzie 2012 podczas zawodów IFBB Mr. Olympia Amateur zajął czwarte miejsce w kategorii do 100 kg.
Ma 179 cm, waży około 115 kg.
Od 2004 roku pracuje jako trener fitnessu i kulturystyki. Przygotowuje kulturystów do udziału w zawodach; zajmuje się dietetyką sportową. Mieszka w Dubaju. Ma dziecko (ur. 2003).

## Osiągnięcia (wybór)
- 1996: Mistrzostwa Egiptu w kulturystyce, kategoria wagowa 80 kg − I m-ce
- 1997: Mistrzostwa Egiptu w kulturystyce, kategoria wagowa 80 kg − II m-ce
- 1998: Mistrzostwa Egiptu w kulturystyce, kategoria wagowa 95 kg − I m-ce
- 2001: Mistrzostwa Egiptu w kulturystyce, kategoria wagowa 100 kg − II m-ce
- 2008: Mistrzostwa Emiratów w kulturystyce, kategoria wagowa powyżej 100 kg − III m-ce
- 2009: Mistrzostwa Arabii w kulturystyce, kategoria ogólna − I m-ce
- 2012: IFBB Mr. Olympia Amateur, kategoria wagowa do 100 kg − IV m-ce
- 2016: Mistrzostwa Fudżajry w kulturystyce, kategoria ? − udział
- 2016: IFBB Mr. Olympia Amateur, kategoria wagowa 100 kg − udział